# 朱禋洪
岷哲王朱禋洪（？—1628年），明朝第八代岷王，岷世孫朱企鉁的嫡第一子，岷僖靖世子朱幹跬的嫡長孫，憲王朱定燿的庶曾長孫。

## 生平
他在萬曆四十六年（1618年）六月封世曾孫，在天啟二年（1622年）襲封岷王。他在位六年。崇禎元年（1628年）朱禋洪逝世。其族叔父善化王朱企鋀欲代理府事，但與岷王妃鄧氏之弟鄧之沛發生衝突，鄧之沛指控朱禋洪被朱企鋀遣人殺害，崇禎四年（1631年）崇禎帝派遣官吏前來審判，凶手彭侍聖被處以磔刑，牽涉其中的善化王朱企鋀、宗室將軍朱企鐘、宮人胡氏也被賜自盡。因朱禋洪無子，崇禎四年（1631年）其堂叔常寧王朱企𨰘嗣位。